# 중동 주둔 미군 기지 공격
2023년 10월 7일 이스라엘-하마스 전쟁 발발 이후 미국이 이스라엘을 지지함에 따라 친이란/하마스 지지 무장단체들이 중동 각지의 미군 기지를 공격하기 시작했다. 2023년 10월 17일 친이란 무장단체들이 이라크에 위치한 알아사드 공군기지를 공격한 이래 중동 내 미군 기지를 상대로 친이란 무장단체들은 170번의 공격을 가했다. 2024년 1월 15일 이란의 시리아 및 이라크 공습 및 2024년 1월 28일 타워 22 드론 공격으로 미국과 이란의 관계는 더욱 악화되었고, 홍해 위기와 더불어 미군 기지 공격은 중동 지역의 정세를 더욱 불안하게 만들고 있다. 미국은 자국 기지의 공습에 대해 보복 공습을 가하고 있지만, 카타르를 비롯한 일부 국가 및 중동 전문가들은 미국의 이런 공습이 중동에서 이스라엘-하마스 전쟁이 확전되는 것으로 이어질 수 있다고 경고하고 있다.

## 같이 보기
- 홍해 위기